# 莫拉縣 (新墨西哥州)
莫拉縣（英語：Mora County）是美国新墨西哥州東北部的一個縣，面積5,008平方公里。根據2020年美國人口普查，共有人口4,189人。縣治莫拉（Mora）。該縣成立於1860年2月1日，縣名來自縣治。